# Harold Rosson
Harold G. Rosson, detto Hal (New York, 6 aprile 1895 – Palm Beach, 6 settembre 1988), è stato un direttore della fotografia statunitense.

## Biografia
Rosson proveniva da una famiglia di cineasti. Uno dei suoi due fratelli maggiori, Arthur fu un regista di successo, mentre l'altro fratello Richard e anche la sorella più giovane, Helene, furono due attori
.

## Premi e riconoscimenti
Fu candidato all'Oscar alla migliore fotografia per il film Il mago di Oz, La febbre del petrolio, Missione segreta, Giungla d'asfalto e Il giglio nero. Nel 1937, aveva ricevuto, insieme a W. Howard Greene, l'Oscar onorario per Il giardino di Allah.

## Filmografia

### 1915
- David Harum, regia di Allan Dwan (1915)

### 1916
- The Honorable Friend, regia di Edward J. Le Saint (1916)
- Oliviero Twist (Oliver Twist), regia di James Young (1916)
- Gentlemen (The Victoria Cross), regia di Edward J. Le Saint (1916)

### 1917
- Panthea, regia di Allan Dwan (1917)
- The American Consul, regia di Rollin S. Sturgeon (1917)

### 1919
- The Cinema Murder, regia di George D. Baker (1919)

### 1920
- Polly of the Storm Country, regia di George D. Baker (1920)
- Eliotropio (Heliotrope), regia di George D. Baker (1920)

### 1921
- For Those We Love, regia di Arthur Rosson (1921)
- Buried Treasure, regia di George D. Baker (1921)
- Everything for Sale, regia di Frank O'Connor (1921)
- A Virginia Courtship, regia di Frank O'Connor (1921)

### 1922
- A Homespun Vamp, regia di Frank O'Connor (1922)
- The Cradle, regia di Paul Powell (1922)
- Through a Glass Window, regia di Maurice Campbell (1922)
- For the Defense, regia di Paul Powell (1922)

### 1923
- Garrison's Finish, regia di Arthur Rosson (1923)
- Dark Secrets, regia di Victor Fleming (1923)
- Quicksands, regia di Jack Conway (1923)
- The Glimpses of the Moon, regia di Allan Dwan (1923)
- L'onesta segretaria (Lawful Larceny), regia di Allan Dwan (1923)
- Zazà (Zaza), regia di Allan Dwan (1923)

### 1924
- Scandali (A Society Scandal), regia di Allan Dwan (1924)
- Maschietta (Manhandled), regia di Allan Dwan (1924)
- The Story Without a Name, regia di Irvin Willat (1924)
- Manhattan, regia di R.H. Burnside (1924)

### 1925
- Troppi baci (Too Many Kisses), regia di Paul Sloane (1925)
- A Man Must Live, regia di Paul Sloane (1925)
- The Little French Girl, regia di Herbert Brenon (1925)
- The Street of Forgotten Men, regia di Herbert Brenon (1925)
- Classified, regia di Alfred Santell (1925)
- Infatuation, regia di Irving Cummings (1925)

### 1926
- Up in Mabel's Room, regia di E. Mason Hopper (1926)
- Almost a Lady, regia di E. Mason Hopper (1926)
- For Wives Only, regia di Victor Heerman (1926)
- Jim, the Conqueror, regia di George B. Seitz (1926)

### 1927
- Man Bait, regia di Donald Crisp (1927)
- Getting Gertie's Garter, regia di E. Mason Hopper (1927)
- Evening Clothes, regia di Luther Reed (1927)
- Una maschietta tutto pepe (Rough House Rosie), regia di Frank R. Strayer (1927)
- Service for Ladies, regia di Harry d'Abbadie d'Arrast (1927)
- A Gentleman of Paris, regia di Harry d'Abbadie d'Arrast (1927)
- I predoni del West (Open Range), regia di Clifford Smith (1927)

### 1928
- I signori preferiscono le bionde (Gentlemen Prefer Blondes), regia di Malcolm St. Clair (1928)
- Rosa d'Irlanda (Abie's Irish Rose), regia di Victor Fleming (1928)
- La retata (The Dragnet), regia di Josef von Sternberg (1928)
- Sawdust Paradise, regia di Luther Reed (1928)
- I dannati dell'oceano (The Docks of New York), regia di Josef von Sternberg (1928)
- Una donnina energica (Three Weekends), regia di Clarence G. Badger (1928)

### 1929
- Romanzo d'amore (The case of Lena Smith), regia di Josef von Sternberg (1929)
- L'affare Manderson (Trent's Last Case), regia di Howard Hawks (1929)
- Il richiamo della terra (The Far Call), regia di Allan Dwan (1929)
- Giustizia dei ghiacci (Frozen Justice), regia di Allan Dwan (1929)
- La perla di Hawaii (South Sea Rose), regia di Allan Dwan (1929)

### 1930
- Hello Sister, regia di Walter Lang (1930)
- Terra inumana (This Mad World), regia di William C. de Mille (1930)
- Madame Satan (Madam Satan), regia di Cecil B. DeMille (1930)
- Passion Flower, regia di William C. de Mille (1930)

### 1931
- The Prodigal, regia di Harry A. Pollard (1931)
- Men Call It Love
- En cada puerto un amor, regia di Carlos F. Borcosque e Marcel Silver (1931)
- Il figlio dell'India
- Puro sangue
- Naturich la moglie indiana (The Squaw Man), regia di Cecil B. DeMille (1931)
- La rumba dell'amore

### 1932
- Are You Listening?
- Tarzan, l'uomo scimmia (Tarzan, the Ape Man), regia di W. S. Van Dyke (1932)
- When a Fellow Needs a Friend
- Red-Headed Woman
- Downstairs, regia di Monta Bell (1932)
- Kongo, regia di William J. Cowen (1932)
- Lo schiaffo (Red Dust), regia di Victor Fleming (1932)

### 1933
- Hell Below
- Una notte al Cairo (The Barbarian), regia di Sam Wood (1933)
- L'uomo che voglio (Hold Your Man), regia di Sam Wood (1933)
- Turn Back the Clock, regia di Edgar Selwyn (1933)
- Il caso dell'avv. Durant
- Argento vivo (Bombshell), regia di Victor Fleming (1933)

### 1934
- This Side of Heaven, regia di William K. Howard (1934)
- Il gatto ed il violino (The Cat and the Fiddle), regia di William K. Howard (1934)
- Pura al cento per cento (The Girl from Missouri), regia di Jack Conway e, non accreditato, Sam Wood (1934)
- L'isola del tesoro (Treasure Island), regia di Victor Fleming (1934)
- La Primula Rossa (The Scarlet Pimpernel), regia di Harold Young (1934)

### 1935
- Il fantasma galante (The Ghost Goes West), regia di René Clair (1935)

### 1936
- L'uomo dei miracoli (The Man Who Could Work Miracles), regia di Lothar Mendes e, non accreditato, Alexander Korda (1936)
- Come vi piace (As You Like It), regia di Paul Czinner (1936)
- Simpatica canaglia (The Devil Is a Sissy ), regia di W.S. Van Dyke, Rowland Brown (1936)
- Il giardino di Allah (The Garden of Allah), regia di Richard Boleslawski (1936)

### 1937
- They Gave Him a Gun, regia di W. S. Van Dyke (1937)
- Capitani coraggiosi (Captains Courageous), regia di Victor Fleming (1937)
- I candelabri dello zar (The Emperor's Candlesticks), regia di George Fitzmaurice (1937)
- Sposiamoci in quattro (Double Wedding), regia di Richard Thorpe (1937)

### 1938
- Un americano a Oxford (A Yank at Oxford), regia di Jack Conway (1938)
- That Mothers Might Live, regia di Fred Zinnemann (1938)
- L'amico pubblico n. 1 (Too Hot to Handle), regia di Jack Conway (1938)

### 1939
- Il mago di Oz (The Wizard of Oz), regia di Victor Fleming (1939)
- Forgotten Victory, regia di Fred Zinnemann (1939)

### 1940
- Questa donna è mia (I Take This Woman), regia di W. S. Van Dyke (1940)
- A Door Will Open, regia di George Sidney (1940)
- Il romanzo di una vita (Edison, the Man), regia di Clarence Brown (1940)
- La febbre del petrolio (Boom Town), regia di Jack Conway (1940)
- Il Dr. Kildare torna a casa (Dr. Kildare Goes Home), regia di Harold S. Bucquet (1940)
- Ritorna se mi ami (Flight Command), regia di Frank Borzage (1940)

### 1941
- The Penalty, regia di Harold S. Bucquet (1941)
- Gli uomini della città dei ragazzi (Men of Boys Town), regia di Norman Taurog (1941)
- Washington Melodrama, regia di S. Sylvan Simon (1941)
- Se mi vuoi sposami (Honky Tonk), regia di Jack Conway (1941)
- Soldato di cioccolata (The Chocolate Soldier), regia di Roy Del Ruth (1941)
- Sorvegliato speciale, regia di Johnny Eager (1941)

### 1942
- Gente allegra (Tortilla Flat), regia di Victor Fleming (1942)
- Incontro a Bataan
- Tennessee Johnson

### 1943
- La fortuna è bionda (Slighty Dangerous), regia di  Wesley Ruggles (1943)

### 1944
- Il matrimonio è un affare privato (Marriage Is a Private Affair), regia di Robert Z. Leonard (1944)
- L'uomo venuto da lontano
- Missione segreta (Thirty Seconds Over Tokyo), regia di Mervyn LeRoy (1944)

### 1945
- Fra due donne, regia di Willis Goldbeck (1945)

### 1946
- Three Wise Fools, regia di Edward Buzzell (1946)
- Licenza d'amore
- Duello al sole (Duel in the Sun), regia di King Vidor (1946)

### 1947
- Mio fratello parla con i cavalli
- Living in a Big Way
- I trafficanti

### 1948
- La lunga attesa (Homecoming), regia di Mervyn LeRoy (1948)
- Suprema decisione (Command Decision), regia di Sam Wood (1948)

### 1949
- Il ritorno del campione (The Stratton Story), regia di Sam Wood (1949)
- Fate il vostro gioco (Any Number Can Play), regia di Mervyn LeRoy (1949)
- Un giorno a New York (On the Town), regia di Stanley Donen e Gene Kelly (1949)

### 1950
- La chiave della città (Key to the City), regia di George Sidney (1950)
- Giungla d'asfalto (The Asphalt Jungle), regia di John Huston (1950)
- Indianapolis (To Please a Lady), regia di Clarence Brown (1950)

### 1951
- La prova del fuoco (The Red Badge of Courage), regia di John Huston (1951)

### 1952
- Stella solitaria (Lone Star), regia di Vincent Sherman (1952)
- Marito per forza (Love Is Better Than Ever), regia di Stanley Donen (1952)
- Cantando sotto la pioggia (Singing In The Rain), regia di Gene Kelly e  Stanley Donen (1952)

### 1953
- Storia di tre amori (The Story of Three Loves), regia di Vincente Minnelli e Gottfried Reinhardt (1953)
- I Love Melvin, regia di Don Weis (1953)
- Nebbia sulla Manica (Dangerous When Wet), regia di Charles Walters  (1953)
- L'attrice (The Actress), regia di George Cukor (1953)

### 1954
- Mambo, regia di Robert Rossen (1954)
- Ulisse, regia di Mario Camerini (1954)

### 1955
- La straniera (Strange Lady in Town), regia di Mervyn LeRoy (1955)
- Tempo di furore (Pete Kelly's Blues), regia di Jack Webb (1955)

### 1956
- Il giglio nero (The Bad Seed), regia di Mervyn LeRoy (1956)
- Soli nell'infinito (Toward the Unknown), regia di Mervyn LeRoy (1956)

### 1966
- El Dorado, regia di Howard Hawks (1966)